# Гипподамия (опера)
«Гипподамия» (фр. Hippodamia) — музыкальная трагедия в пяти актах с прологом французского композитора Андре Кампра. Впервые поставлена на сцене Académie Royale de Musique (Парижская национальная опера) 6 марта 1708 года. Автор либретто Пьер-Шарль Руа на основе диалогов Лукиана Самосатского. В основе оперы лежит древнегреческий миф о Гипподамии, дочери Эномая.
Согласно Лукиану, Эномай влюбился в собственную дочь, и чтобы оставить её при себе, устроил жестокое состязание: женихи должны были обогнать его в скачках, проигравший лишался головы. Тридцать юношей пали от руки Эномая, пока в состязания не вступил Пелоп. Боги, возмущённые жестокостью Эномая, помогли победить Пелопу. Он убил Эномая и получил его дочь.